# Plaza Isabel la Católica (La Paz)
La Plaza Isabel la Católica es una plaza pública en La Paz, Bolivia en los barrios de Sopocachi y San Jorge. La plaza conforma la rotonda más grande de la ciudad entre la avenida Arce y las calles Pedro Salazar y Chichas. La plaza está rodeada por jardines y árboles grandes y en su centro se encuentra el monumento a Isabel la Católica, regalo de la comunidad española en Bolivia a la ciudad. Está rodeada por varias torres residenciales y comerciales.

## Historia
En los años 1920 se instaló en la plaza el monumento a Isabel la Católica, regalo de la comunidad española en Bolivia a la ciudad en 1928. El monumento es obra del escultor español Jaume Otero. La obra de arte está sobre una piedra con los escudos de Bolivia y España, entre otras figuras.
En el 2016 el Consejo Municipal declaró la plaza y su monumento como patrimonio arquitectónico y urbano de la ciudad de La Paz bajo la ley 186/2016.

## Galería

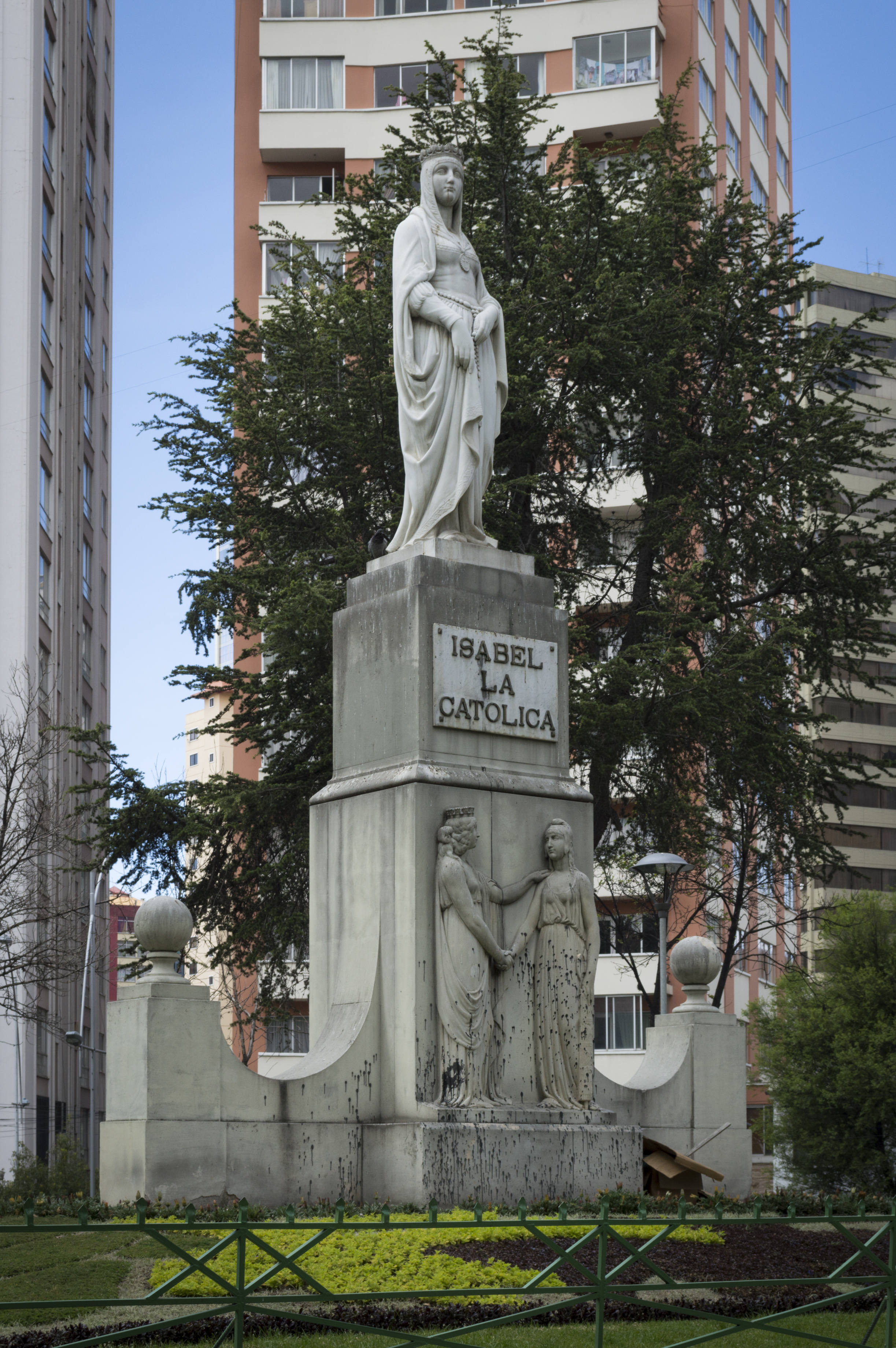
Vista del monumento a Isabel la Católica
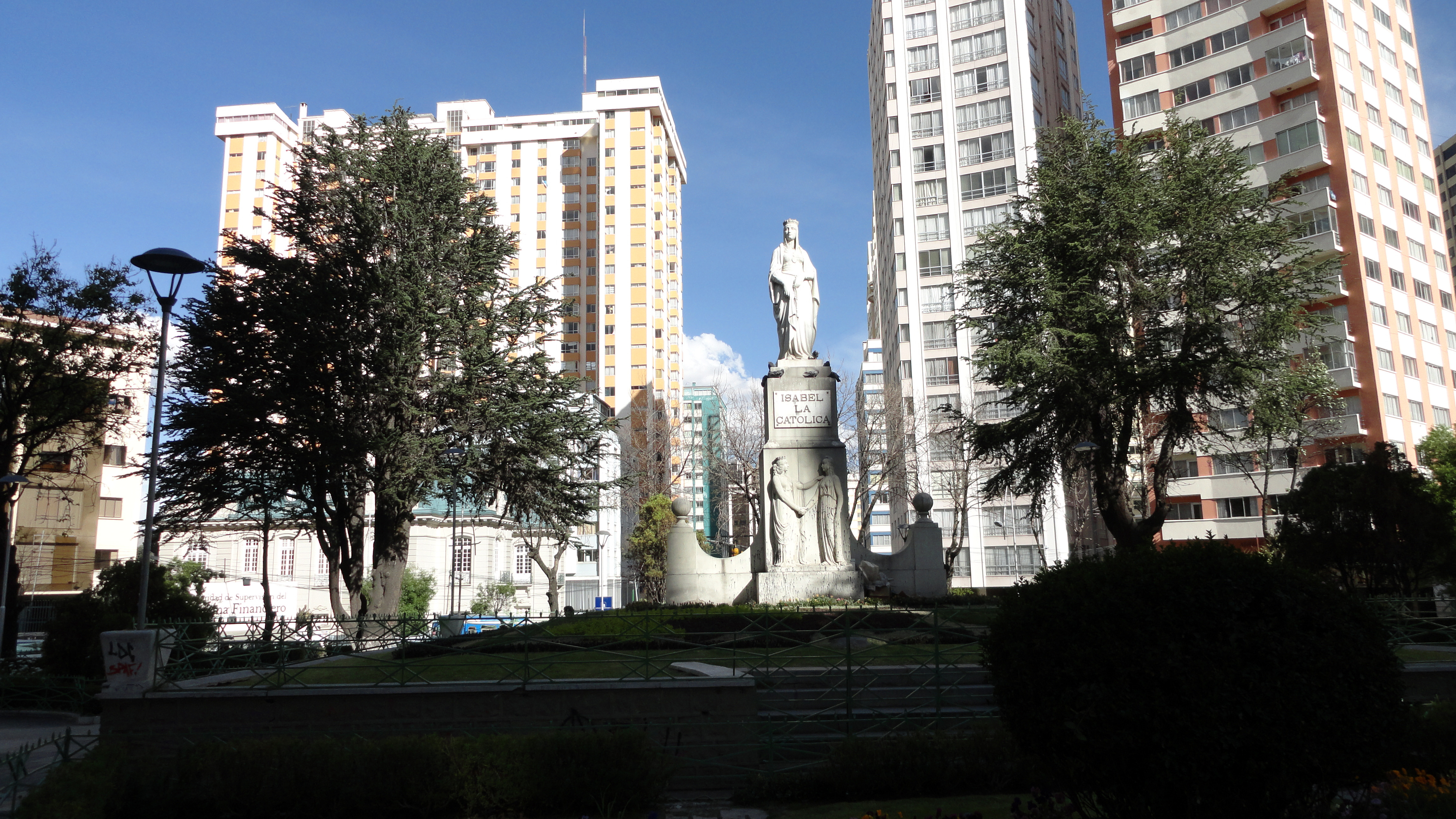
Vista de la plaza y los edificios que la rodean.